# شهرستان سوق‌الشیوخ
شهرستان سوق‌الشیوخ (به عربی: قضاء سوق الشیوخ) یک منطقهٔ مسکونی در عراق است که در استان ذی‌قار واقع شده‌است. 
از جمله عشائری که در این منطقه سکونت دارند عشیره سادات ال جابر و بیت سید احمد (ملقب به العکر)بن سید حسن بن سید حسین بن سید محسن بن سید علی بن سید احمد بن سید محمد بن سید جابر کبیر (جد سادات آل جابر) هستند. 